# Liste d'ascensions controversées en alpinisme et escalade
Cet article présente une liste chronologique d'ascensions controversées en alpinisme et escalade.
- 1812 : première ascension du Finsteraarhorn par Arnold Abbühl, Joseph Bortis et Alois Volker
- 1855 : première ascension du Mönch par la princesse roumaine Helene Koltsov-Maqsalsky, connue sous son nom de plume Dora d'Istria, avec les guides Peter Bohren, Peter Jaun, Ulrich Lauener et Christian Almer
- 1883 : première ascension du Kabru (7 349 m) par William Woodman Graham, Émile Boss et Ulrich Kaufman (record d'altitude en alpinisme jusqu'en 1909, et record du plus haut sommet gravi jusqu'en 1930).
- 1924 : possible première ascension de l'Everest par George Mallory et Andrew Irvine
- 1950 : première ascension d'un 8 000 m,  l'Annapurna, par Louis Lachenal et Maurice Herzog[1]
- 1959 : première ascension du Cerro Torre par Cesare Maestri et Toni Egger
- 1960 : première ascension de l'Everest par le col Nord, le 25 mai 1960 par trois membres d'une expédition chinoise
- 1965 : première ascension du Linceul en face nord des Grandes Jorasses par  Roland Trivellini [2]
- 1988 : première ascension féminine sans oxygène de l'Everest par Lydia Bradey
- 1986-1990 : ascensions solitaires de Tomo Česen, notamment les trois faces nord du Cervin, de l'Eiger et des Grandes Jorasses en hivernale et en une semaine en 1986, la première de l'éperon sud-est du K2 (la « magic line ») en 1986, seconde ascension de No Siesta en face nord des Grandes Jorasses en 1987, première de la face sud du Lhotse en 1990.
- 1992 : Le Bombé bleu à Buoux par Juraj Recka
- 1995 : Akira à la grotte de Vilhonneur par Fred Rouhling
- 1998 : Kazi Sherpa établit un nouveau record d'ascension de l'Everest en 20 h 24 sans oxygène, battant de plus de deux heures le record de Marc Batard[3]

- 2003 : Chilam Balam Villanueva del Rosario dans la Province de Malaga par Bernabé Fernandez
- 2005-2010 : plusieurs ascensions du grimpeur britannique Rich Simpson dont Action Directe, Hubble, et les grandes voies Pan Aroma et la Voie du Poisson dans les Dolomites[4]
- 2009 : ascension du Kangchenjunga par Oh Eun-Sun, remise en question en 2010 quand elle revendique être la première femme à gravir les 14 sommets de plus de 8 000 mètres d'altitude
- 2010-2011 premier 8c à vue en escalade féminine et du deuxième 9a en escalade féminine par Charlotte Durif
- 2013 : ascension en solo de la face sud de l'Annapurna par Ueli Steck[5]